# Narayanrao Peshwa
 (octobre 2017).
Si vous disposez d'ouvrages ou d'articles de référence ou si vous connaissez des sites web de qualité traitant du thème abordé ici, merci de compléter l'article en donnant les références utiles à sa vérifiabilité et en les liant à la section « Notes et références ».
Narayanrao Peshwa (marathi : नारायणराव पेशवे) ou Narayan Rao, né le 10 août 1755 et mort le 30 août 1773 est le 5e peshwa de l'Empire marathe, principalement centré sur la moitié Nord de l'Inde actuelle.
Raghunathrao lui succède.